# 利贞
利贞（1172年—1175年）是大理国皇帝段智兴的第一個年号，共计4年。
年號名稱，雲南文獻皆作「利貞」，唯《桂海虞衡志》作「利正」。
起訖年，方詩銘、李崇智、段玉明、李家瑞、王雲、黃德榮作1172年－1175年。

## 年號及改元出處
- 倪輅《南詔野史》：「宋孝宗乾通八年（1172）立，改元利貞，又改元亨時、元嘉、元亨、安定等號。……智興卒，在位二十九年。」
- 胡蔚《增訂南詔野史》：「南宋孝宗壬辰乾道八年（1172）即位。明年（1173），改元利貞。又改元盛德、嘉會、元亨、安定。……寧宗庚申慶元六年（1200），智興卒，在位二十八年。」
- 王崧《雲南備徵志》：「宋孝宗乾道八年（1172）立，改元利貞。……丁酉（1177），改元亨時。……辛丑（1181），改元嘉會。乙巳（1185），改元亨利，又改安定。……庚申宋寧宗慶元六年（1200）七月，帝薨，在位二十九年。」
- 諸葛元聲《滇史》：「段氏十八世智興，以宋孝宗乾道八年壬辰（1172）立，改元利貞。……淳熙八年（1181），……是歲，智興改元嘉會。……智興在位二十九年。」
- 李京《雲南志略》：「子政智立，改元利貞、盛德、嘉會、元亨、安定。在位二十九年。」
- 楊慎《滇載記》：「智興以宋孝宗乾道八年（1172）立，改元五，曰利貞、盛德、嘉會、元亨、安定。」
- 馮蘇《滇考》：「孝宗乾道八年（1172），子智興嗣，改元利貞、嘉會。……在位二十九年卒。」
- 《白古通記淺述》：「智興立二十九年。」
- 《文獻通考》卷329引《桂海虞衡志》：「乾道癸巳冬。忽有大理人李觀音得、董六斤黑、張般若師等率以三字為名，凡二十三人至橫山議市馬。出一文書，……稱利正二年十二月。」

## 纪年對照表
| 利贞 | 元年   | 二年   | 三年   | 四年   |
| ---- | ------ | ------ | ------ | ------ |
| 公元 | 1172年 | 1173年 | 1174年 | 1175年 |
| 干支 | 壬辰   | 癸巳   | 甲午   | 乙未   |

## 同期存在的其他政权年号
- 中國
  - 乾道（1165年－1173年）：宋－宋孝宗趙昚之年號
  - 淳熙（1174年－1189年）：宋－宋孝宗趙昚之年號
  - 崇福（1164年－1177年）：西遼－承天后耶律普速完之年號
  - 大定（1161年－1189年）：金－金世宗完顏雍之年號
  - 乾祐（1170年－1193年）：西夏－夏仁宗李仁孝之年號
- 越南
  - 政隆寳應（1163年－1174年）：李朝－李天祚之年號
  - 天感至寶（1174年－1175年）：李天祚之年號
- 日本
  - 承安（1171年－1175年）：高倉天皇之年號
  - 安元（1175年－1177年）：高倉天皇之年號